# Wendlandia arabica
Wendlandia arabica là một loài thực vật thuộc họ Rubiaceae. Loài này có ở Somalia và Yemen, và hiện đang bị đe dọa vì mất môi trường sống.